# 비행석
비행석(飛行石 히코세키[*], 영어: Levistone or Levitation Stone)는 사람이나 물체를 중력을 거슬러서 하늘로 띄우는 등의 힘을 가진, 가공의 물질이다. 여기서는 스튜디오 지브리 제작 애니메이션 《천공의 성 라퓨타》에 등장하는 투명감 있는 청색의 결정체에 대해서 서술한다. 

## 개요
비행석은 극 중에서 땅 속의 바위 등에 널리 함유되어있지만, 그대로는 캐내서 공기에 닿은 시점에서 반응을 일으키며, 보통의 돌이 되어버린다. 예전에 라퓨타인이라고 불린 사람들만 비행석은 결정으로 해서 공기중에도 반응을 일으키지 않는 상태로 하는 기술력을 가지고 있다. 그 힘을 사용해서 천공의 성 ‘라퓨타’가 건조됐으며, 고도한 과학력을 가진 라퓨타의 백성은 전 세계를 지배했다고 한다. 
라퓨타 왕국이 망했을 때에 왕족인 쉬타의 선조가 1개의 눈물 형태를 한 비행석을 가지고 지상에 내렸다. 이는 청색 비행석의 결정에, 금으로 라퓨타 왕가의 문장(紋章)이 그려지며, 팬던트로 만들어져, 왕가의 자손의 표시가 됐다. 
비행석이라고 불리는 것처럼 쉬타가 비행석에서 떨어졌을 때에는 몸을 하늘로 뛰어서 그 목숨을 구했다. 그 외에도 다양한 힘이 있으며, 때로 광선이 나와서 라퓨타의 방위를 가리키며, 마지막으로는 천공의 성의 봉인을 풀어놓았다. 또, 천공의 성 중추에 자리 잡고 있는 정팔면체 형태의 거대 비행석은 700년 이상을 지나서 성을 계속 띄우며 인간으로부터 숨겨지기 위해서 성 주변의 기후를 계속 제어하고 있던 것 외에 ‘라퓨타의 힘의 근원’이라고 무스카가 언급하고 있다. 
라퓨타 속에는 비행석의 문장과 닮은 모습이 그려린 벽이 있으며 그곳에 비행석을 가까이 하면 아래의 방으로 이어지는 길이 열린다. 똑같이 아래의 깊숙한 부분에도 벽에 크게 그려진 문장이 있으며, 마찬가지로 돌을 가까이 하면 거대 비행석이 비추는 잠자는 방으로 통한다. 
미야자키 하야오가 소년 시절에 열중한, 그림 이야기 《사막의 마왕》에 등장하는 비행석이 오리지널이다.

## 주문
비행석은 라퓨타 왕가의 피를 이어받은 사람이 말하는 단어에 반응해서 다양한 사물을 일으킨다(발동에는 잡거나 몸에 입히는 등 신체에 접촉해 둘 필요가 있다). 그들은 대대로 같은 혈족 사이로 비밀리에 구전되어왔다. 
리테 라토바리타 우루스 아리아로스 바루 네토리루(일본어: リテ・ラトバリタ・ウルス アリアロス・バル・ネトリール)
뜻: “우리를 구해라, 빛이여 되살아나라”
라퓨타의 봉인을 푸는 단어. 비행석 자제토 활성화하고 따로따로 떨어진 라퓨타 성을 가리키는 ‘신성한 빛’이 나며, 지상에 내린 왕가의 사람을 다시 성으로 데리고 간다.
이 주문 하나로 라퓨타의 기능 전반이 활성화게 되며 로봇병도 반응해서 활동을 재개한다. 쉬타는 이 주문을 “곤란했을 때의 주문”으로 할머니로부터 가르림을 받고 있었다.
바루스(일본어: バルス)
뜻: “닫아라”
멸망의 단어. 라퓨타 성 중축에 뜨는 거대 비행석에 의해서 아래의 반구체에 있는 석판의 메인 컴퓨터 회로를 자괴시켜서 성 전체를 붕괴로 이끈다.
위의 “용기 나오는 주문”이라는 대조적으로 “행복해지기에는 나쁜 뜻의 단어도 알아야한다”라는 교훈으로 할머니로부터 알려있었다. 발동할 때에는 굉장한 충격과 창백한 섬광이 발생하며 손에 가지고 있던 쉬타와 파즈는 그 충격으로 나가떨어지며,  빛을 지시해버린 무스카에 이르러서는 실명과 마찬가지인 상태로 빠져있다.
(미사용) 레지아치오 룬토 릿나(일본어: レヂアチオ・ルント・リッナ)
뜻: “모두 진정해라”
준비 원고에만 등장.
(미사용) 시스 테아루 로토 리페린(일본어: シス・テアル・ロト・リーフェリン)
뜻: “놓친 그대, 모습을 나타내라”
준비 원고에만 등장. 라퓨타를 감싸는 폭풍우를 가라앉히고 구름이 개는 단어.

### 멸망의 주문 ‘바루스’에 따른 인터넷 상의 현상
2000년대 후반 이후에는 지상파(닛폰 TV 계열의 《금요 로드SHOW!》)에서 TV 방송되면, 쉬타와 파즈가 ‘바루스’라고 부르는 순간에 맞춰서 2채널 등의 전자 게시판에 있는 실황판 등에서 ‘바루스’가 대량으로 올라왔으며,, 과부하에 의한 서버 다운이 인터넷 상의 항례가 되고 있으며, “바루스 축제”라는 속치이 붙어있다. 2009년 11월 20일 방영시에는 트위터에서도 마찬가지로 종반의 대사가 대량으로 트윗됐지만, 서버 다운이 발생한 적은 없었다. 보도했던 ITmedia는 이유에 (당시의) 일본의 이용자수가 적었음을 가리키고 있다. 이용자가 대폭으로 증가한 2011년 12월 9일 방영시에는 트위터 사도 공식발표에 의하면 1초간 트윗수가 25088트윗에 달했으며, 세계 기록을 달성했다. 이것에 의해서 서버 다운하지 않았지만 서버 지연이 발생하게 됐다. 
그 후, 세계기록은 잠시 2013년 정월의 ‘새해 복 많이 받으세요’(あけましておめでとう)의 줄임말인 ‘あけおめ’(1초에 33388트윗)에 깨지지만 매년 8월 2일 방영시에는 1초에 143199 트윗으로 10만 건 이상 기록을 갱신했다. 방송 직후에 1초에 58475트윗을 기록했다는 헛소문이 흘렀지만, 실세로는 헛소문을 웃도는 결과가 됐다. 
2016년 1월 15일에도 방송되며, 게다가 공식에서는 ‘바루스’가 방영되는 순간을 예상하는 기획도 행해지고 있었다. 결과는 약 55000TPS(Tweets Per Second, 1초에 해당되는 트윗수)로 기록 갱신은 하지 못했지만 1분간의 트윗수가 345397TPM(Tweets Per Minute, 1분에 해당되는 트윗수)를 기록. 또, 타니타 공식 트위터가 멸망의 주문 ‘타니타’의 초간 트윗으로 우승해서, 승리시에는 “파멸의 주문 ‘타니타’ 세트 한정판매” “라퓨타 빵 만들기” “‘그대를 태우고’ 체중계 작성”, 실패시에는 사명을 하루 ‘바루스’로 변경한다고 선언. 결과는 참패로 끝나며, 공식 트위터의 계정 이름이 16일 한정으로 ‘주식회사 바루스’로 변경됐다(17일에는 원래의 ‘주식회사 타니타’로 되돌아감). 

## 그 외
굿즈로 비행석을 본뜬 팬던트나 스트랩이 판매되고 있다. 색은 원작의 깊은 청색 외에 녹색이나 투명한 것이 있다. 
보통의 원안을 가진 《신비한 바다의 나디아》에서는 ‘블루 워터’로 불리는, 이름 그대로 파란 쌍각뿔(쌍사각뿔)의 물체가 등장해서, 여주인공인 나디아가 머리에 걸고 있는 것 외, 라퓨타와 같이 거대한 것도 있다. 이들은 완전한 자연물은 아니며, 컴퓨터의 일종으로도 사람의 의사가 결정이 된 것이라고도 말해진다. 하지만, 오늘날의 과학으로 해설할 수 없는 특수한 힘을 숨기고 있으며, 사람을 되살리는 매체가 되거나 하고 있다. 《목장이야기: 미네랄 타운의 친구들》에서는 광물로 비행석이라는 이름의 아이템이 등장하고 있다. 《도라에몽 노비타의 우주개척사》에서는 가르타이트라는 반중력을 발생시키는 광석이 등장한다. 《아바타》에 등장하는 언옵테니움이라는 물질은 자기장으로 바위를 띄운다. 